# 2MASS J1119–1137
Координати:  11г 19м 32.543с, −11° 37′ 46.70″
2MASS J1119–1137 — дрейфуюча подвійна екзопланета в сузір'ї Чаші на відстані 86±23 св. років від Сонця. На неї звернули увагу 2015 року астрофізики зі США, Канади та Чилі під час перегляду кількох астрономічних каталогів з метою пошуку незвичайних коричневих карликів.
Обидва компоненти важчі Юпітера в 3,7+1,2
−0,9 разів і займають проміжне положення між планетами і коричневими карликами — субзорями, у яких швидко припиняються термоядерні реакції.
Ймовірно, об'єкт належить до асоціації TW Гідри — наймолодшої зоряної асоціації в межах 100 пк (≈330 св. років) від Сонця. ЇЇ вік оцінюють у 10±3 млн років. Станом на 2017 рік до неї впевнено відносять 42 світила, а невпевнено — ще кілька десятків.